# Mensch, willst du leben seliglich

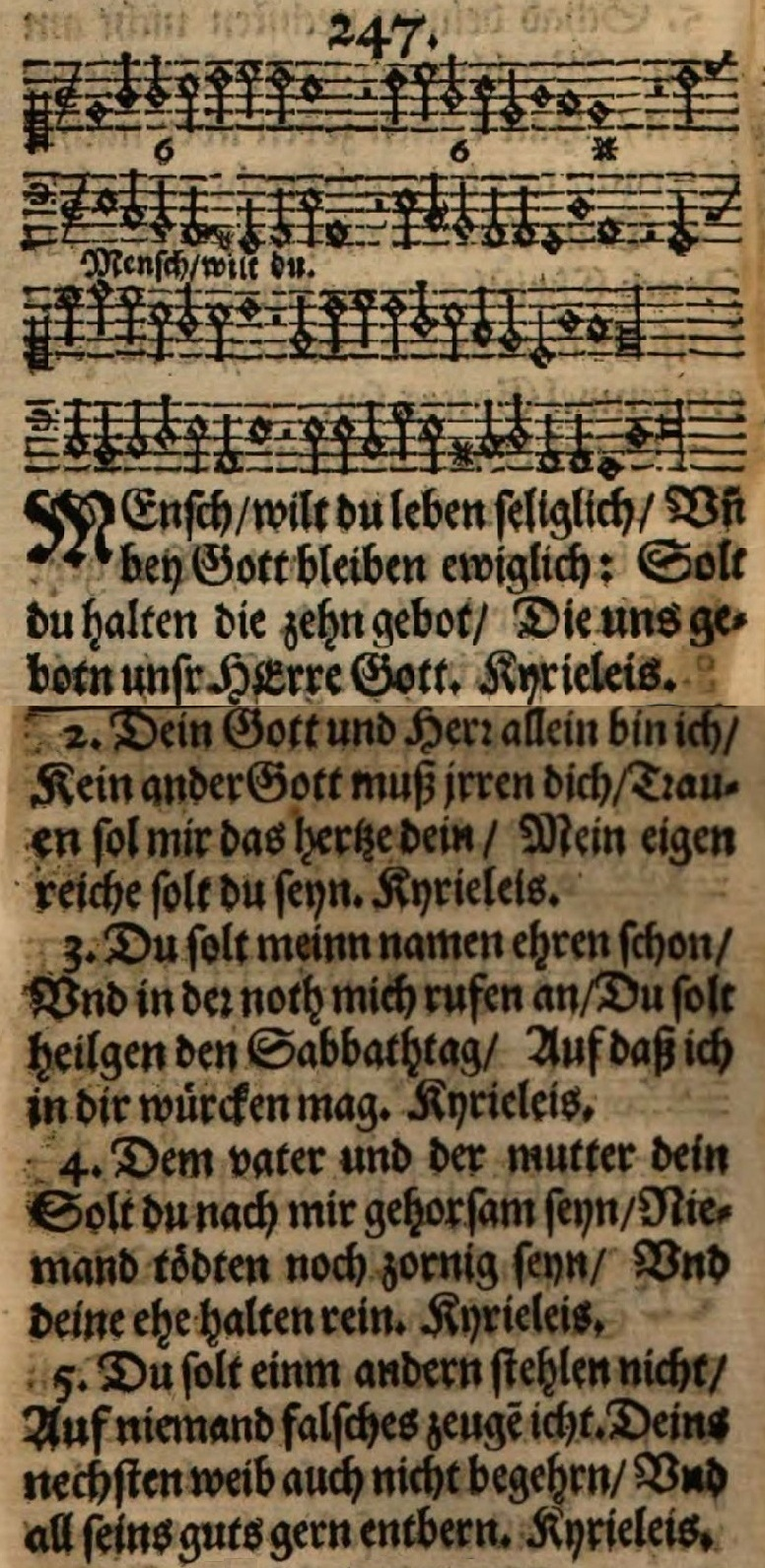
Mensch, wilt du leben seliglich (Praxis Pietatis Melica 1653)
rahmenlos

Mensch, willst du leben seliglich ist ein Kirchenlied, dessen Text und wahrscheinlich auch Melodie von Martin Luther verfasst wurden. Es paraphrasiert die Zehn Gebote.

## Geschichte
Das Lied wurde zuerst in Eyn geystlich Gesangk Buchleyn von Johann Walter 1524 in Wittenberg gedruckt. Es sollte als Katechismuslied gesungen werden. Es wurde jedoch früh von dem ebenfalls von Luther verfassten Zehn-Gebote-Lied Dies sind die heilgen zehn Gebot verdrängt und ist weder im Evangelischen Gesangbuch noch in dessen Vorgängern seit dem 19. Jahrhundert enthalten.

## Text
Der Text besteht aus fünf Strophen mit je vier Zeilen, die die Zehn Gebote in Kurzform enthalten, und einem Kyrieleis. Die erste Strophe findet sich bereits in einer Handschrift von 1481 in Quedlinburg.
1.
Mensch, willt du leben seliglich,
Und bei Gott bleiben ewiglich,
Sollt du halten die zehn gebot’,
Die uns gebeut unser Gott.
Kyrieleis.
2.
Dein Gott und Herr allein bin ich,
Kein ander Gott soll irren dich,
Trauen soll mir das herze dein,
Mein eigen reich sollt du sein.
Kyrieleis.
3.
Du sollt mein’n namen ehren schon,
Und in der noth mich rufen an,
Du sollt heiligen den sabbathtag,
Daß ich in dir wirken mag.
Kyrieleis.
4.
Dem vater und der mutter dein
Sollt du nach mir gehorsam sein,
Niemand tödten noch zornig sein
Und deine ehe halten rein.
Kyrieleis.
5.
Du sollt ein’m andern stehlen nicht,
Auf niemand falsches zeugen nicht,
Deines nächsten weib nicht begehr’n
Und all’ sein’s gut’s gern entbehr’n.
Kyrieleis.

## Musik
Die Herkunft der Melodie ist unbekannt.
Dietrich Buxtehude und andere Komponisten schufen Choralkompositionen.